# Communauté de communes des Portes d'Ariège Pyrénées
La communauté de communes des Portes d'Ariège Pyrénées est une communauté de communes française, située dans le département de l'Ariège et la région Occitanie.

## Historique
Au 1er janvier 2017, les territoires du Canton de Saverdun et du Pays de Pamiers forment une seule et même intercommunalité, la communauté de communes des Portes d'Ariège - Pyrénées.

## Territoire communautaire

### Géographie
Elle est située en Ariège (région Occitanie). Son siège est à Pamiers.

### Composition
La communauté de communes est composée des 34 communes suivantes :

| Nom                   | Code Insee | Gentilé          | Superficie (km2) | Population (dernière pop. légale) | Densité (hab./km2) |
| --------------------- | ---------- | ---------------- | ---------------- | --------------------------------- | ------------------ |
| Pamiers (siège)       | 09225      | Appaméens        | 45,85            | 16 512 (2022)                     | 360                |
| Arvigna               | 09022      | Arvignais        | 8,6              | 237 (2022)                        | 28                 |
| La Bastide-de-Lordat  | 09040      | Bastidiens       | 5,97             | 310 (2022)                        | 52                 |
| Benagues              | 09050      | Benaguais        | 3,01             | 502 (2022)                        | 167                |
| Bézac                 | 09056      | Bézacois         | 10,99            | 476 (2022)                        | 43                 |
| Bonnac                | 09060      | Bonnacois        | 9,63             | 789 (2022)                        | 82                 |
| Brie                  | 09067      | Briençais        | 7,06             | 206 (2022)                        | 29                 |
| Canté                 | 09076      | Cantéens         | 9,8              | 212 (2022)                        | 22                 |
| Le Carlaret           | 09081      | Carlaretois      | 9,39             | 286 (2022)                        | 30                 |
| Escosse               | 09116      | Escossais        | 14,83            | 362 (2022)                        | 24                 |
| Esplas                | 09117      | Esplasiens       | 7,64             | 105 (2022)                        | 14                 |
| Gaudiès               | 09132      | Gaudiésois       | 10,41            | 235 (2022)                        | 23                 |
| Les Issards           | 09145      | Issardens        | 3,81             | 253 (2022)                        | 66                 |
| Justiniac             | 09146      | Justiniacois     | 4,56             | 58 (2022)                         | 13                 |
| Labatut               | 09147      | Labatutais       | 3,58             | 177 (2022)                        | 49                 |
| Lescousse             | 09163      | Escossois        | 8,48             | 82 (2022)                         | 9,7                |
| Lissac                | 09170      | Lissacois        | 3,77             | 240 (2022)                        | 64                 |
| Ludiès                | 09175      | Ludéens          | 1,87             | 99 (2022)                         | 53                 |
| Madière               | 09177      | Madiérans        | 10,28            | 272 (2022)                        | 26                 |
| Mazères               | 09185      | Mazèriens        | 44,04            | 3 866 (2022)                      | 88                 |
| Montaut               | 09199      | Montaltiens      | 35,03            | 694 (2022)                        | 20                 |
| Les Pujols            | 09238      | Pujolais         | 13,18            | 862 (2022)                        | 65                 |
| Saint-Amadou          | 09254      | Saint-Amadouens  | 4,64             | 272 (2022)                        | 59                 |
| Saint-Jean-du-Falga   | 09265      | Saint-Jeantais   | 4,03             | 2 864 (2022)                      | 711                |
| Saint-Martin-d'Oydes  | 09270      | Saint-Martinains | 11,64            | 251 (2022)                        | 22                 |
| Saint-Michel          | 09271      | Saint-Micheliens | 5,92             | 91 (2022)                         | 15                 |
| Saint-Quirc           | 09275      | Saint-Quircois   | 3,75             | 369 (2022)                        | 98                 |
| Saint-Victor-Rouzaud  | 09276      | Saint-Victoriens | 12,77            | 215 (2022)                        | 17                 |
| Saverdun              | 09282      | Saverdunois      | 61,47            | 4 808 (2022)                      | 78                 |
| La Tour-du-Crieu      | 09312      | Critouriens      | 10,28            | 3 268 (2022)                      | 318                |
| Trémoulet             | 09315      | Trémouletois     | 3,89             | 105 (2022)                        | 27                 |
| Unzent                | 09319      | Unzentois        | 7,9              | 119 (2022)                        | 15                 |
| Le Vernet             | 09331      | Vernétois        | 5,59             | 693 (2022)                        | 124                |
| Villeneuve-du-Paréage | 09339      | Villeneuvois     | 11,47            | 752 (2022)                        | 66                 |

## Démographie
| 1968   | 1975   | 1982   | 1990   | 1999   | 2010   | 2015   | 2021   |
| ------ | ------ | ------ | ------ | ------ | ------ | ------ | ------ |
| 28 715 | 29 335 | 28 949 | 29 602 | 30 740 | 37 479 | 38 899 | 40 455 |

## Administration

### Siège
Le siège de la communauté de communes est situé au 5, Rue de la Maternité, 09100 Pamiers.

### Présidence
| Période                                  | Période  | Identité      | Étiquette | Qualité                             |
| ---------------------------------------- | -------- | ------------- | --------- | ----------------------------------- |
| 7 janvier 2017                           | 2020     | André Trigano | DVD       | Maire de Pamiers                    |
| 2020                                     | En cours | Alain Rochet  | DVC       | Premier adjoint au maire de Pamiers |
| Les données manquantes sont à compléter. |          |               |           |                                     |